# Malakási
Malakási är en ort i Grekland.   Den ligger i prefekturen Trikala och regionen Thessalien, i den centrala delen av landet, 290 km nordväst om huvudstaden Aten. Malakási ligger 805 meter över havet och antalet invånare är 513.
Terrängen runt Malakási är huvudsakligen kuperad, men söderut är den bergig. Malakási ligger nere i en dal. Runt Malakási är det mycket glesbefolkat, med 6 invånare per kvadratkilometer. Närmaste större samhälle är Metsovo, 8,8 km väster om Malakási. I omgivningarna runt Malakási växer i huvudsak blandskog.